# خليج كوس
خليج كوس هو مدخل على شكل حرف S حيث يدخل نهر كوس المحيط الهادئ على بعد نحو 10 أميال (16 كيلومترات طويلة وعرضها ميلين (ثلاثة كيلومترات) على ساحل المحيط الهادئ في جنوب غرب ولاية أوريغون في الولايات المتحدة. أُعيدت تسمية مدينة كوس باي باسم الخليج وتقع على جانبها الداخلي. يعد Port of Coos Bay أكبر وأعمق ميناء بين سان فرانسيسكو وكاليفورنيا ونهر كولومبيا. 
يقع خليج كوس في مقاطعة كوس الشمالية. تشمل المجتمعات الأخرى على الخليج نورث بيند وتشارلستون. ترسو العديد من قوارب الصيد والمتعة في تشارلستون. 
خليج كوس هو الموقع المقترح لمحطة الغاز الطبيعي المسال (LNG) من قبل مشروع جوردان كوف للطاقة. تصدر محطة الغاز الطبيعي المسال بشكل أساسي إلى الأسواق الخارجية من خلال القطر المقترح خط أنابيب الغاز موصل المحيط الهادئ الذي سيمتد 234 ميلاً من مالين بالقرب من شلالات كلاماث إلى جوردان كوف على خليج كوس. تخضع مشاريع المحطات وخطوط الأنابيب للمراجعة التنظيمية. أعرب حاكم ولاية أوريغون كولونجوسكي عن مخاوف بيئية مختلفة.

## نهر كوس
يدخل نهر كوس الذي يبدأ في سلسلة ساحل ولاية أوريغون الخليج من الشرق.